# Eliezer Melamed
Pour les articles homonymes, voir Melamed.
Eliezer Melamed (en hébreu אליעזר מלמד), né le 28 juin 1961 est un rabbin orthodoxe sioniste israélien et le rosh yeshiva de Yeshivat Har Brakha, rabbin de la communauté Har Brakha, et auteur de la série de livres Pniné Halakha.

## Biographie
Eliezer Melamed est le fils du rabbin Zalman Baruch Melamed, élève du rabbin Zvi Yehuda Kook. Le prénom de Eliezer est le résultat d'un rêve que Kook fait à l'occasion de sa naissance. Melamed suit les cours donnés par Kook de l'âge de quinze à vingt ans, et, comme son père, considère Kook comme son rabbin le plus important. Melamed est marié à Inbal, fille de l'artiste Tuvia Katz, et a treize enfants.

## Carrière rabbinique et enseignement
Melamed enseigne le Talmud et la Halakha dans le Kollel du rabbin Deutsch à Mea Shearim pendant six mois. Le Kollel est dirigé par le rabbin Yitzchak Ginsburg, ce qui donne à Melamed la chance d'apprendre en binôme avec Ginsburg et d'entendre bon nombre de ses classes. Plus tard, il enseigne le Talmud et l'Emuna (philosophie juive) en particulier à la yeshiva de Bet El pendant environ vingt ans, et quatre ans à la yeshiva de Kedumim. Melamed édite une nouvelle édition du livre Shnei Luchot HaBrit (le Shelah), et les deux premiers volumes de la nouvelle édition des livres du rabbin Zadok HaKohen de Lublin et participe à l'achèvement de la série entière.
En août 1988, Melamed est nommé rabbin de la communauté de la colonie Har Brakha.
En septembre 1992, Melamed fonde la yeshiva Har Brakha. 
En juillet 2013, il reçoit le "Prix de la création juive" pour sa série de livres Pniné Halakha et en novembre 2020, le "Prix du rabbin Kook" pour cette série.

## Ouvrages publiés
Pniné Halakha est une série de livres sur des sujets halakhiques, rédigés par Melamed, qui couvrent des sujets tels que les lois du shabbat et la perspective juive sur les dons d'organes. En plus de poser la loi pratique sur la question, ces livres discutent des fondements spirituels des halakhot, et reflètent également les diverses coutumes des différentes communautés. Écrits en hébreu, la série de livres s'est vendue à plus de 500 000 exemplaires. Vingt livres ont été publiés en hébreu, dont neuf ont été traduits en anglais, dix en français, neuf en espagnol et dix en russe. Les livres gagnent rapidement en popularité dans la communauté sioniste religieuse en Israël.

## Opinions et points de vue
Le rabbin Melamed prône un dialogue direct et ouvert avec toutes les facettes du judaïsme et croit que malgré les divergences d'opinions, il ne faut exclure personne en raison de ses opinions ou croyances. Sa rencontre avec Delphine Horvilleur a conduit à des appels au boycott contre lui et à la colère de rabbins israéliens contre ses opinions et ses livres.